# Wangsimni (métro de Séoul)
Pour le film, voir Wangsimni.
Wangsimni (hangeul : 왕십리 ; hanja : 往十里) est une station de correspondance entre la ligne 2, la ligne 5, la ligne Gyeongui-Jungang et la ligne Suin–Bundang, du métro de Séoul. Elle est située, à Haengdang-dong, dans l'arrondissement de Seongdong-gu, à Séoul en Corée du Sud.
Ancienne gare ferroviaire ouverte en 1911, elle est renommée Wangsimni en 1914. Elle devient une station de la ligne 2 du métro de Séoul en 1995. Elle évolue en station de correspondance avec la ligne 5 en 1995, avec la Ligne Gyeongui-Jungang en 2011, auquel s'ajoute la ligne Suin–Bundang en 2012. La station est desservie par les rames omnibus qui circulent sur les liges 2, 5 Gyeongui-Jungan et par les rames omnibus et express de la ligne Suin–Bundang.

## Situation sur le réseau

Plan du réseau (2023)

Établie en souterrain et en surface, la station Wangsimni est une station de correspondance entre la ligne 2, la ligne 5, la ligne Gyeongui-Jungang et la ligne Suin–Bundang du métro de Séoul. : 
sur la ligne 2, c'est une station souterraine située sur la section principale circulaire entre Université de Hanyang, en direction de Hôtel de Ville, rotation dans le sens des aiguilles d'une montre sur la section circulaire, et Sangwangsimni], en direction de Hôtel de Ville, rotation dans le sens inverse des aiguilles d'une montre sur la section circulaire ; 
sur la ligne 5, c'est une station souterraine située entre la station Haengdang, en direction du terminus nord-ouest Banghwa, et la station Majang, en direction, du terminus nord-est Hanam Geomdansan ou du terminus de branche Macheon ; 
sur la ligne Gyeongui-Jungang, c'est une station de surface située entre la station Eungbong en direction du terminus nord-ouest Munsan et la station Cheongnyangni en direction du terminus est Jipyeong ; 
sur la ligne Suine–Bundang, c'est une station de surface située entre la station Cheongnyangni, terminus est, et la station Seoul-forest en direction du terminus ouest Incheon.

## Histoire

### Gare ferroviaire
La gare ferroviaire dénommée Dokdo est mise en service le 15 octobre 1911. Elle est renommée Wangsimmni le 11 avril 1914.

### Station du métro
La station Wangsimmni de la ligne 2 du métro de Séoul est mise en service le 16 septembre 1983. Elle devient une station de correspondance, lors de l'ouverture de la station de la ligne 5 le 5 novembre 1995. Sa situation de station de correspondance est renforcée, le 15 octobre 2011  avec l'ouverture de la station de la ligne Gyeongui-Jungang, et le 6 octobre 2012 avec l'ouverture de la station de la ligne Bundang lors de la mise en service des 6,6 km de Seoulleung à Wangsimini,.
Puis c'est une station de passage de la ligne Suin–Bundang, lors de la création de celle-ci, le 12 septembre 2020, par la fusion de la ligne Bundang et de la ligne Suin, reliées par un nouveau tronçon complété par l'utilisation en commun d'un tronçon de la ligne 4 du métro de Séoul.

## Services aux voyageurs

### Accès et accueil
Situé à Haengdang-dong, les stations des lignes 2 et 5 sont souterraines et les lignes Gyeongui-Jungang et Suin–Bundang sont en surface. Les circulations entre les différents niveaux sont réalisées par des escaliers, des escaliers mécaniques et des ascenseurs. La station dispose notamment d'automates pour l'achat de titres de transport.

### Desserte

#### Station ligne 2
Wangsimni est desservie par les rames omnibus qui circulent sur la ligne 2.

Installations
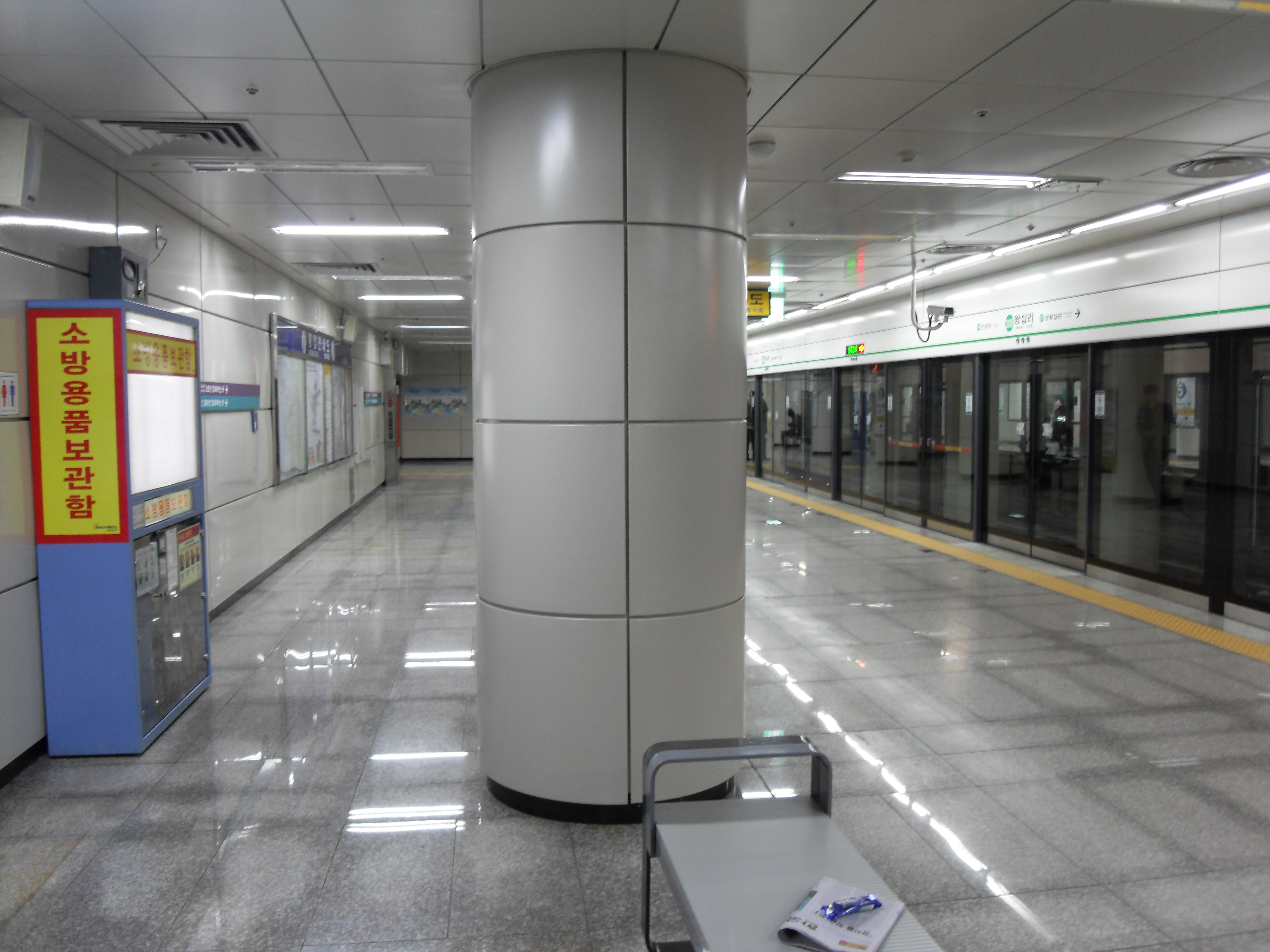
En 2009.
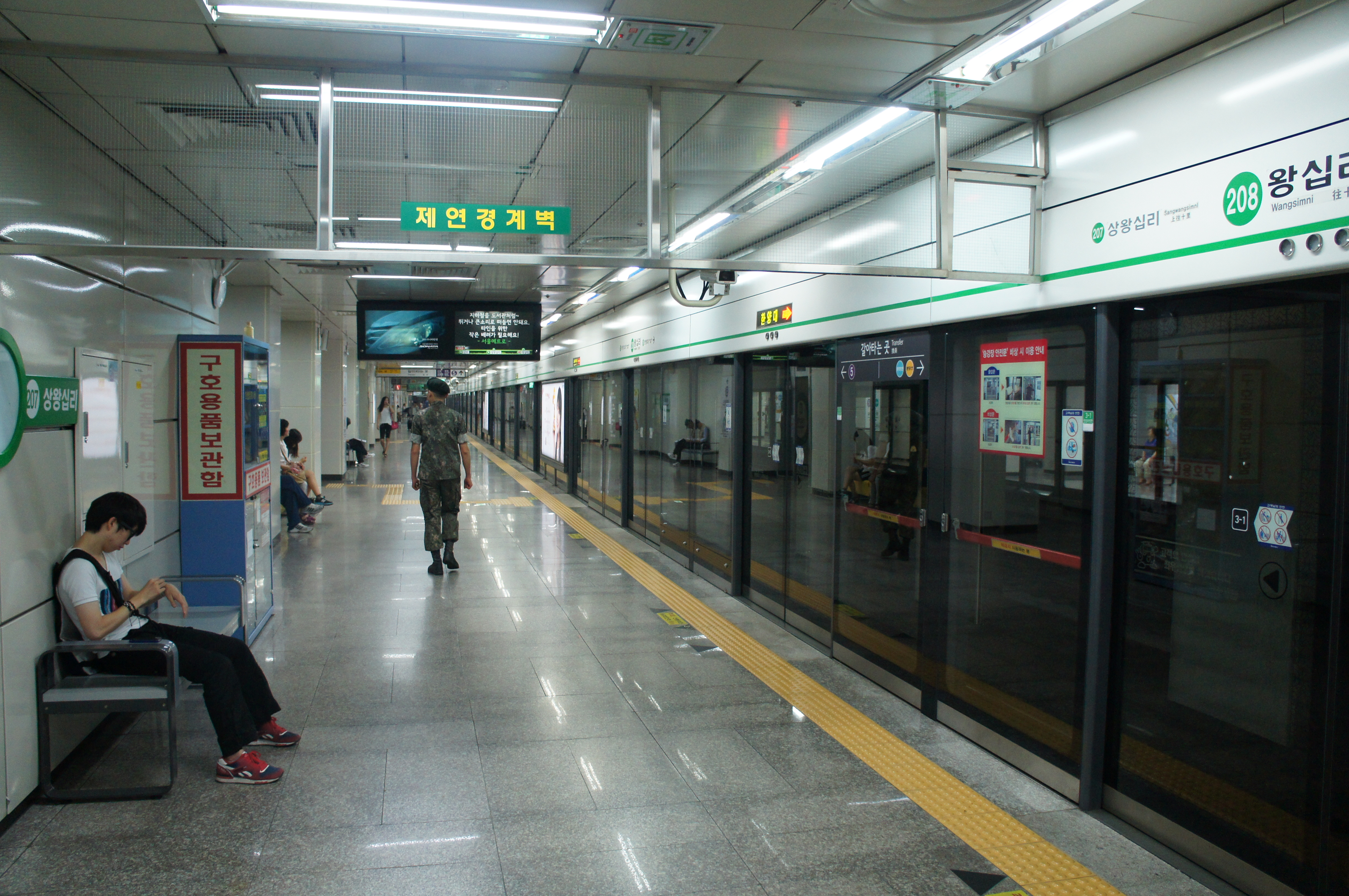
En 2013.
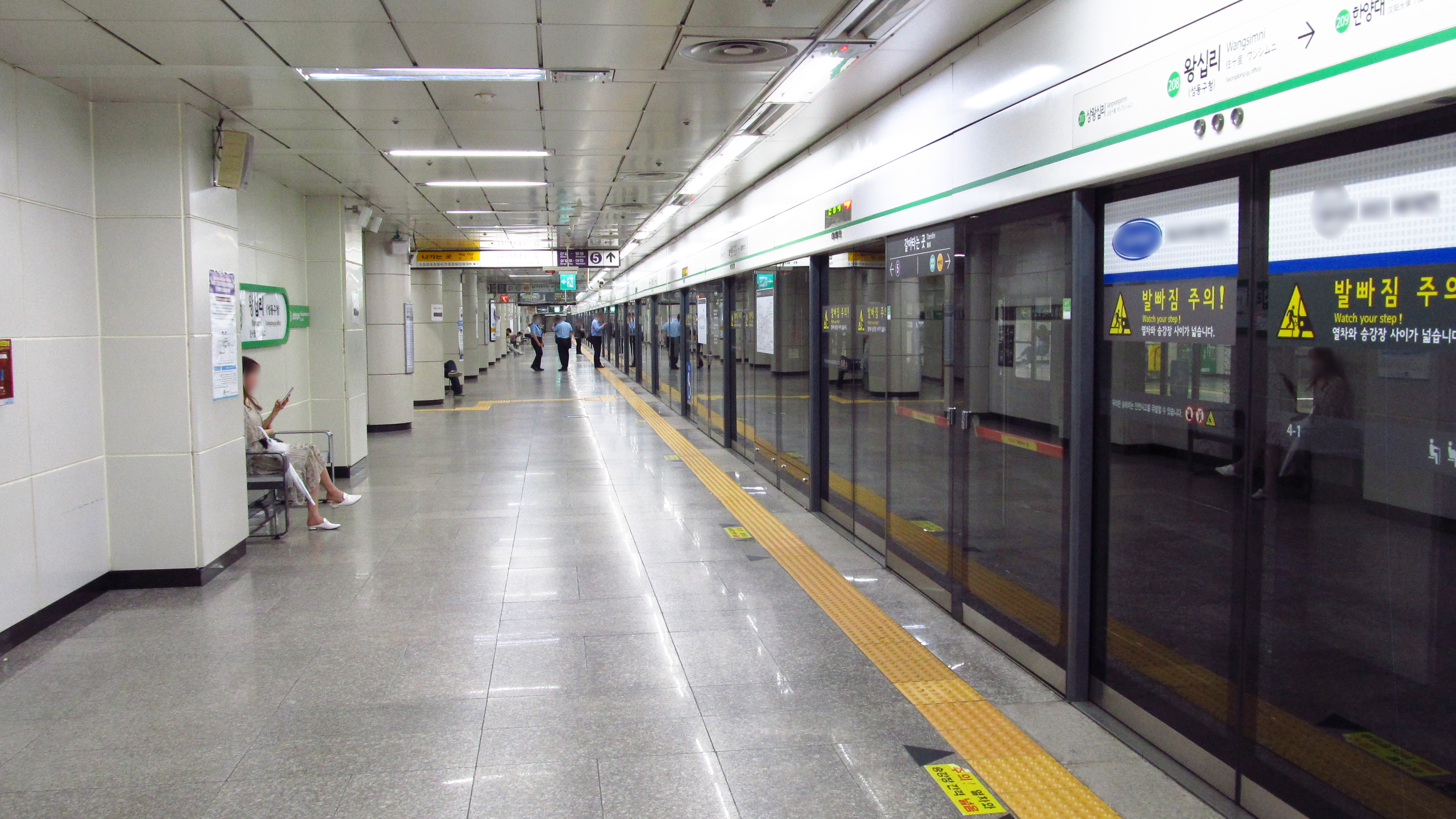
En 2018.

#### Station ligne 5
Wangsimni est desservie par les rames omnibus qui circulent sur la ligne 5.

Installations
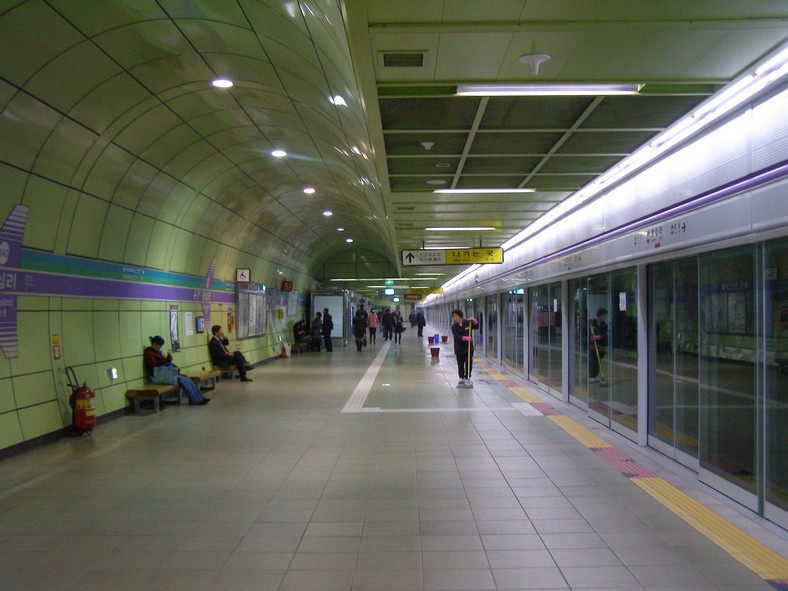
En 2010.
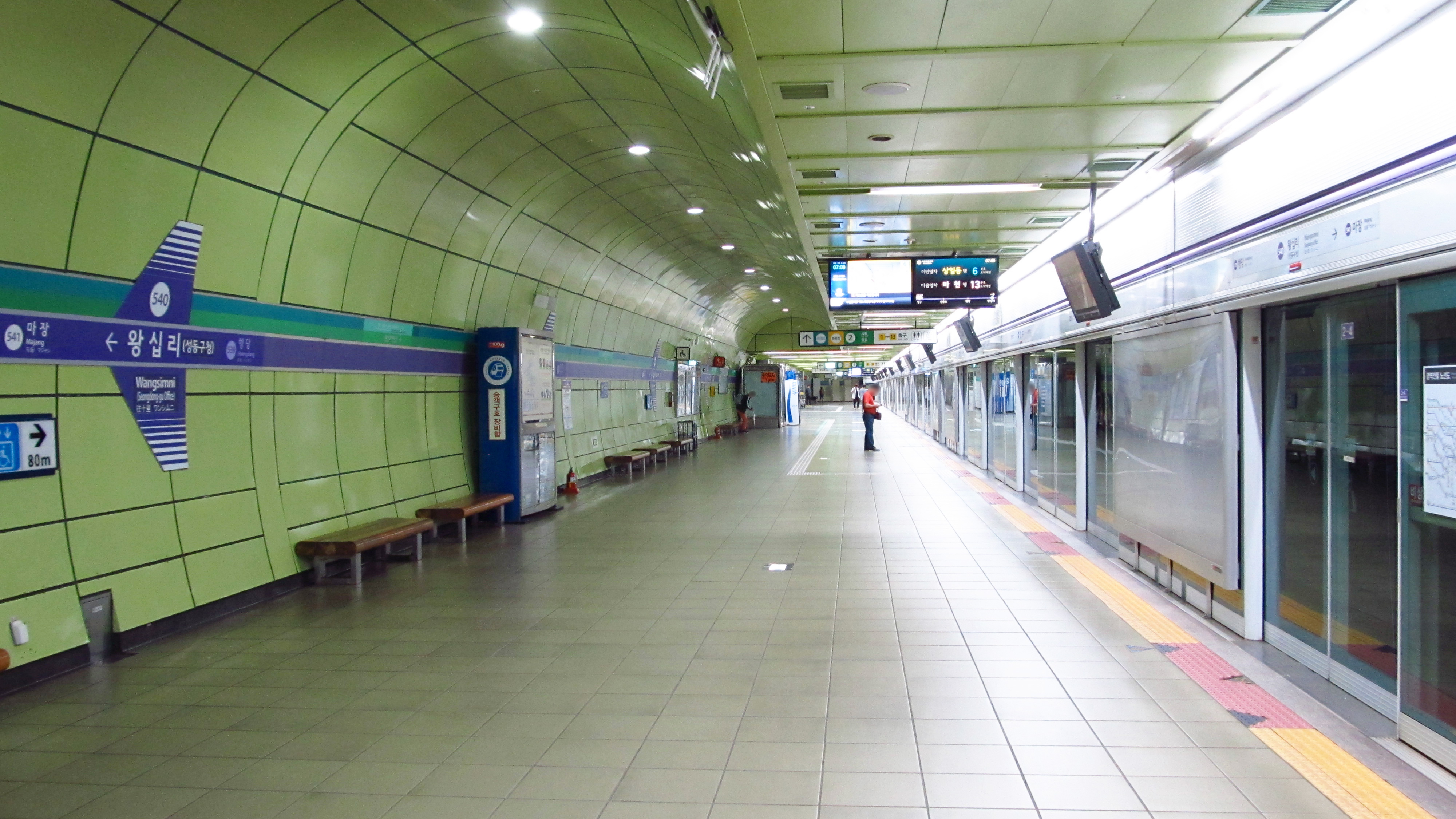
En 2018.
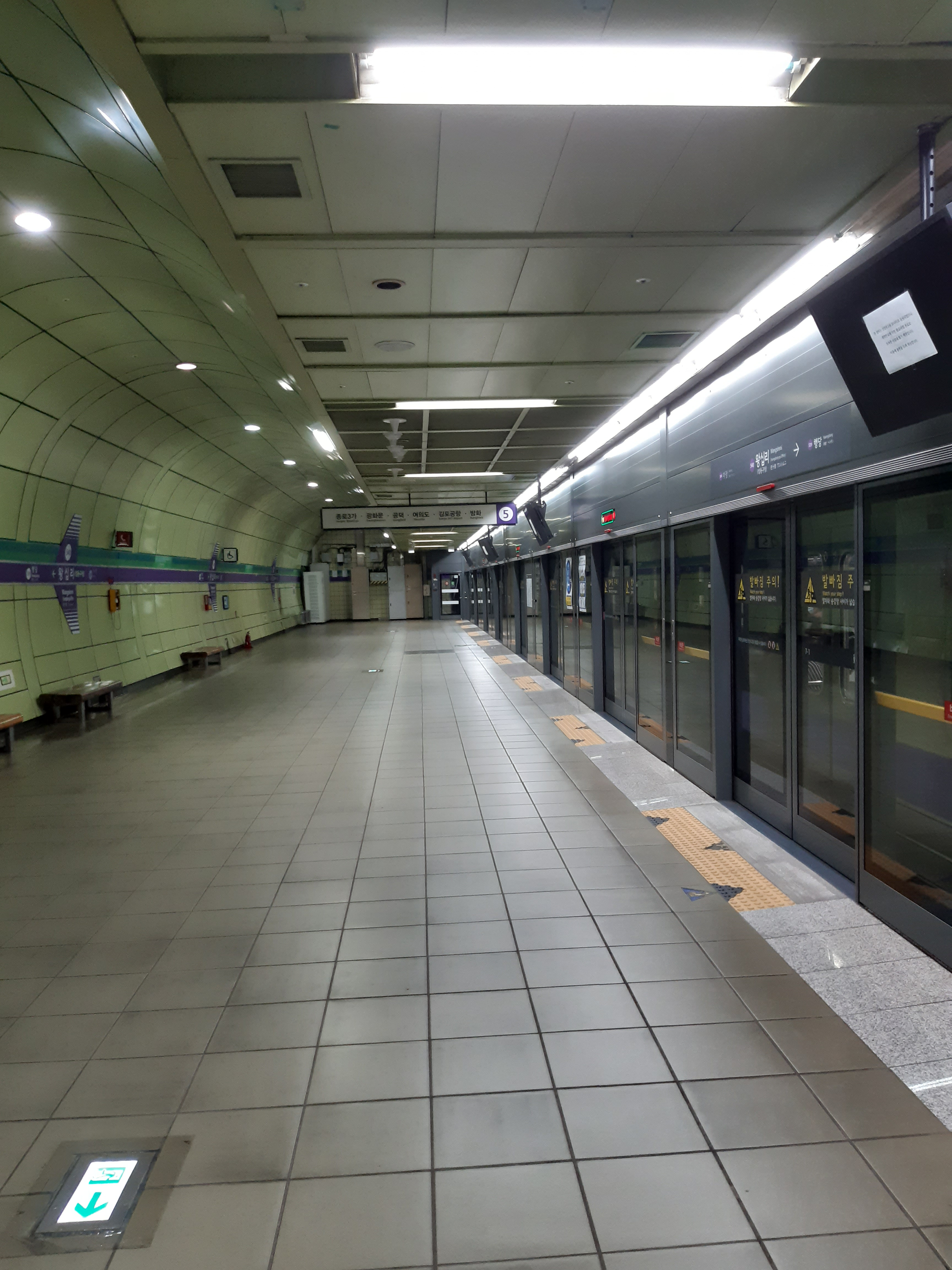
En 2020.

#### Station ligne Gyeongui-Jungang
Wangsimni est desservie par les rames omnibus et express qui circulent sur la ligne Gyeongui-Jungang.

Installations
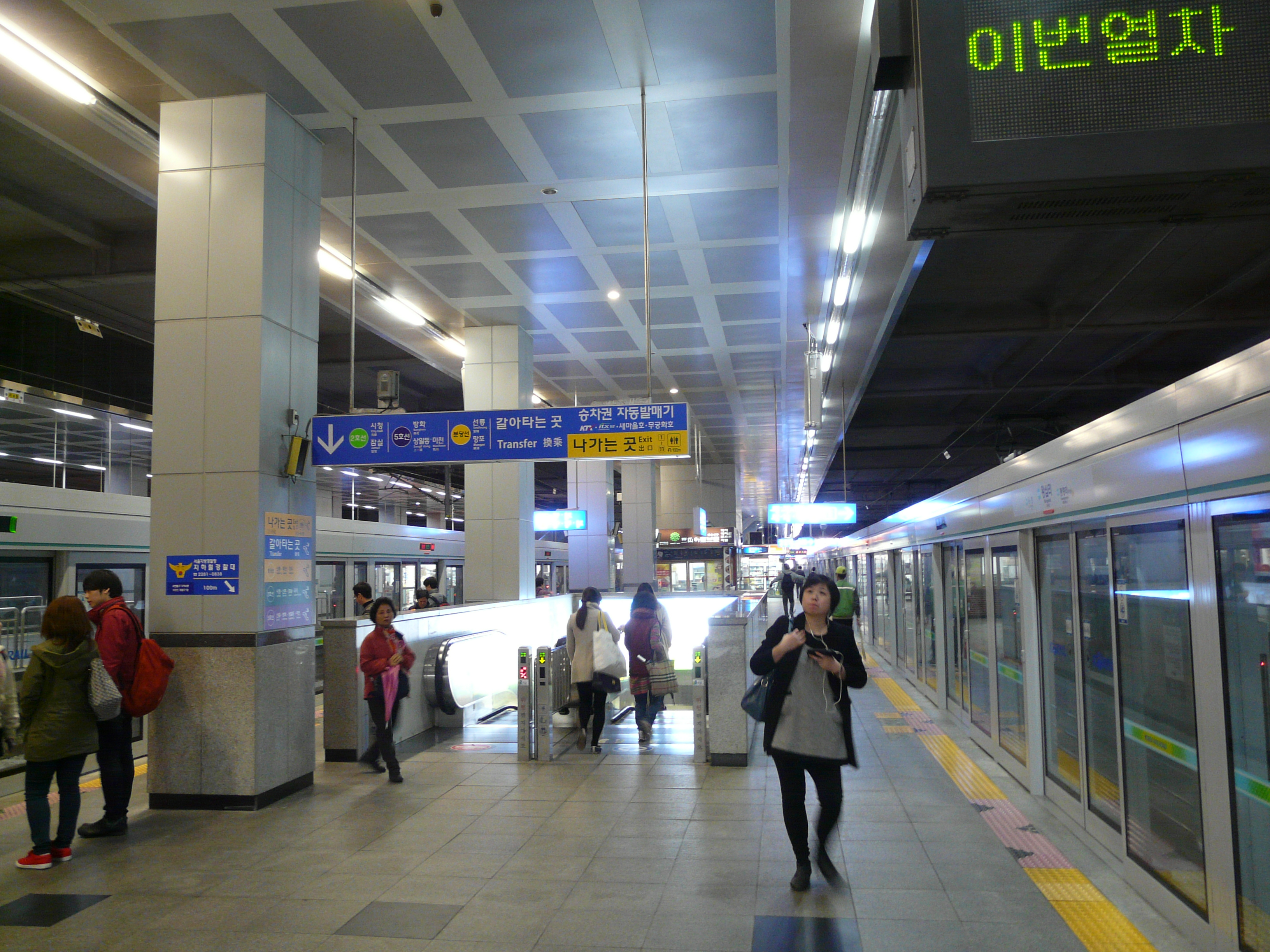
En 2013.
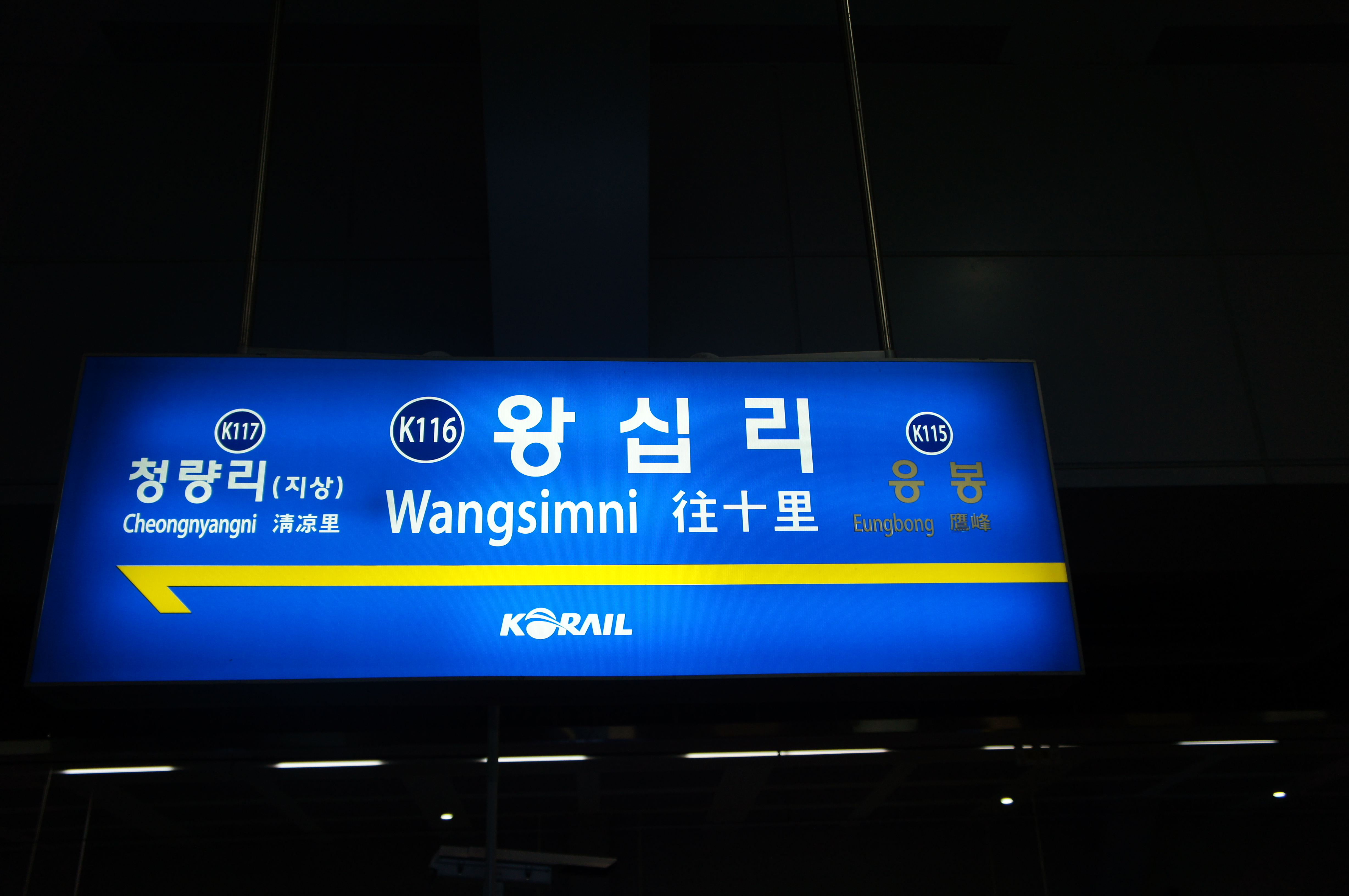
En 2013.
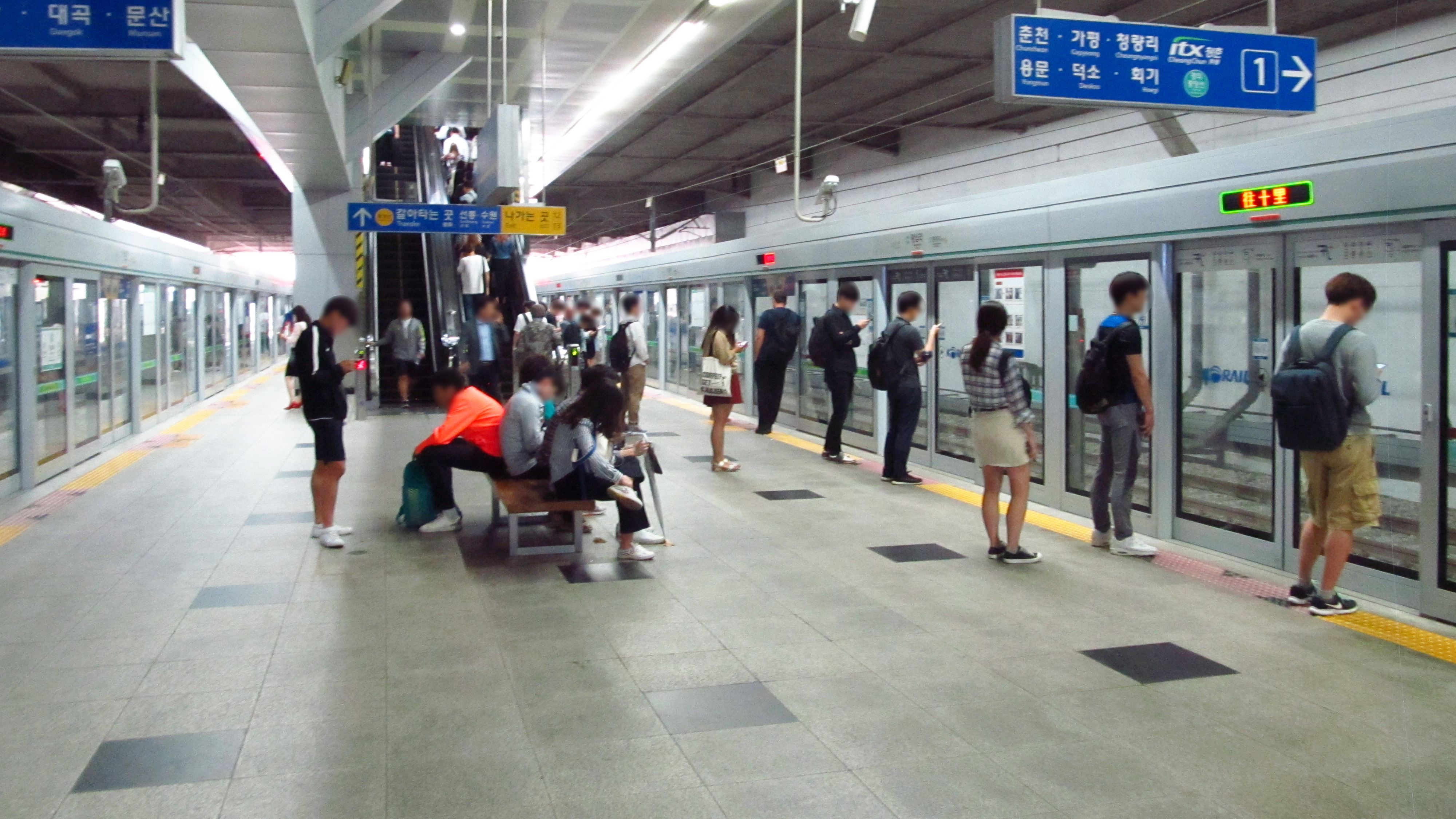
En 2018.

#### Station ligne Suin–Bundang
Wangsimni est desservie par les rames omnibus et express qui circulent sur la ligne Suin–Bundang.

Installations
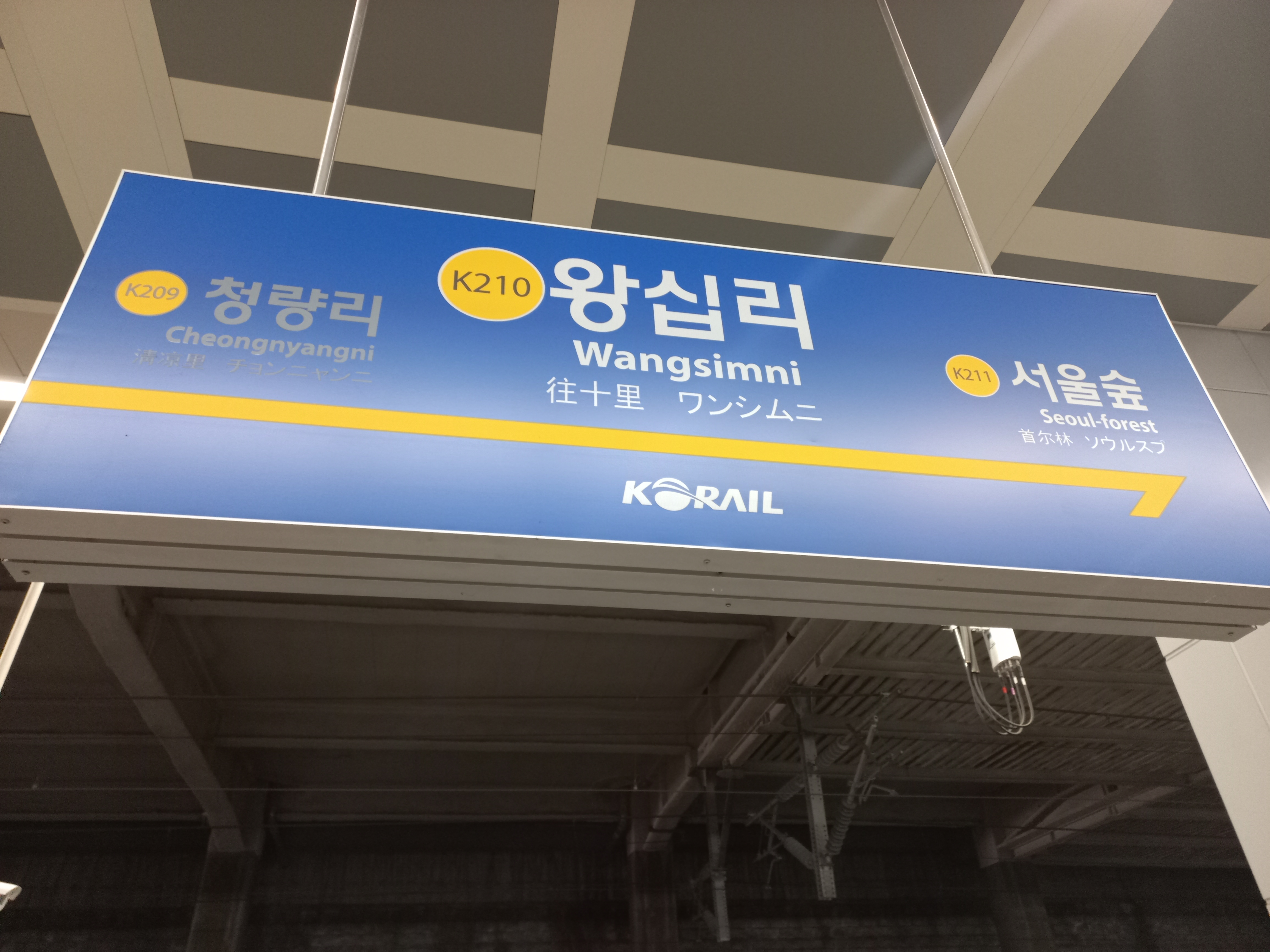
En 2023.
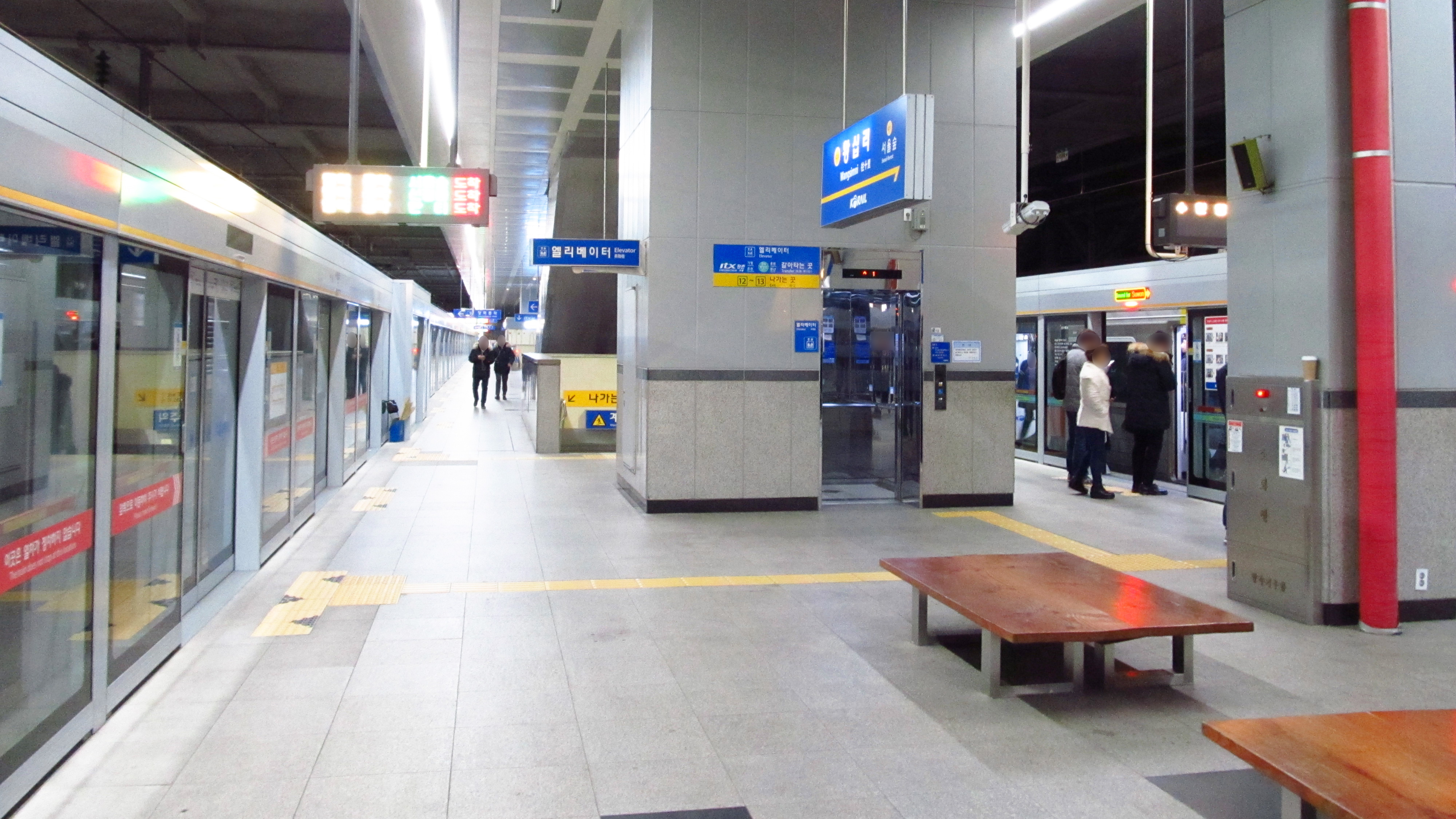
En 2018.
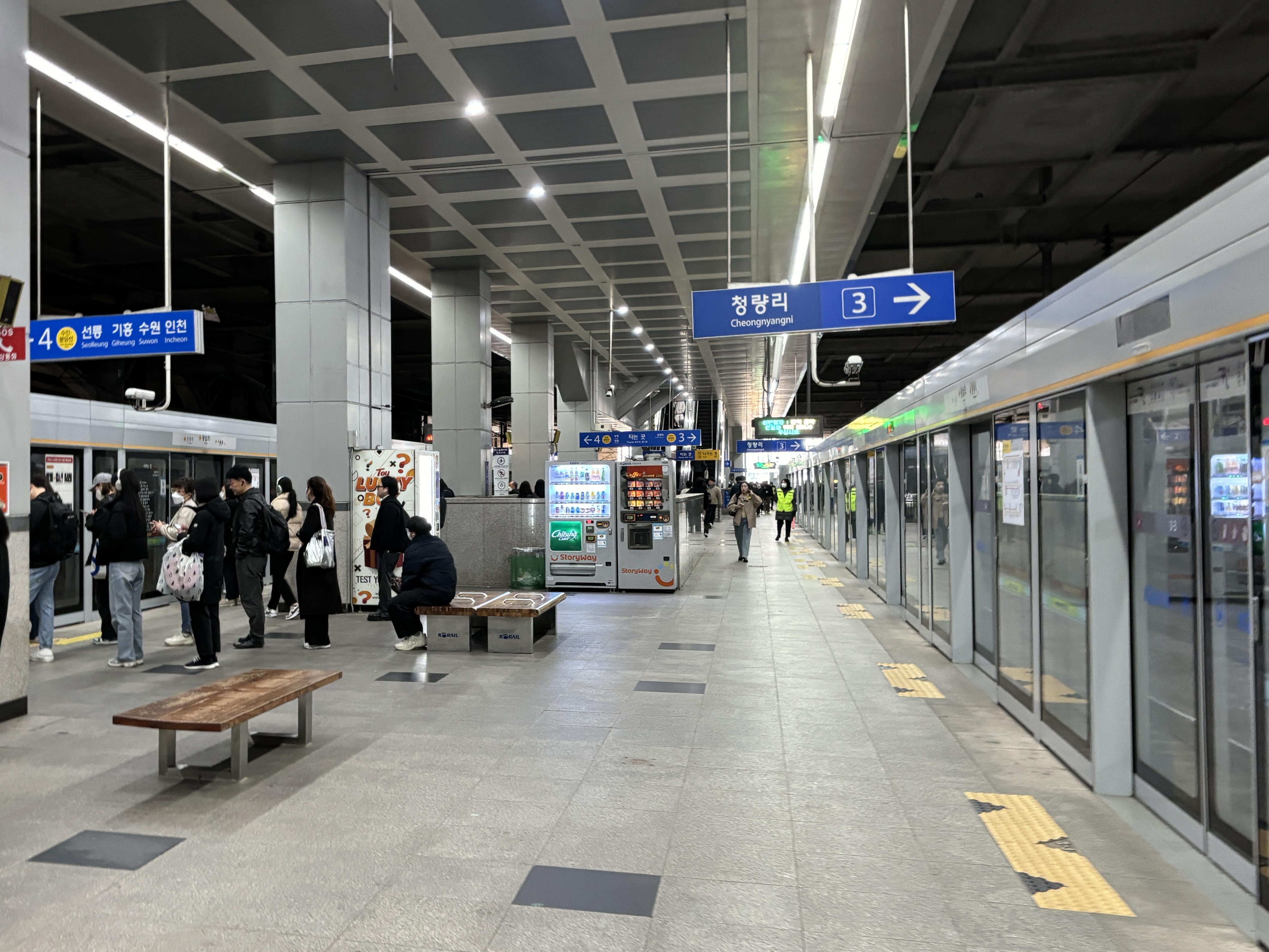
En 2024.

### Intermodalité
Des arrêts de bus urbains sont situés à proximité de certains accès de la station.

## À proximité
Se situe notamment : des établissements scolaires, des administrations, le marché de Haengdang, et le Sowol Art Hall, qui dispose de 520 places au troisième étage du Centre culturel de Seongdong.